# Baschmatschka
Baschmatschka (ukrainisch und russisch Башмачка) ist ein Dorf in der ukrainischen Oblast Dnipropetrowsk mit etwa 1400 Einwohnern (2004).

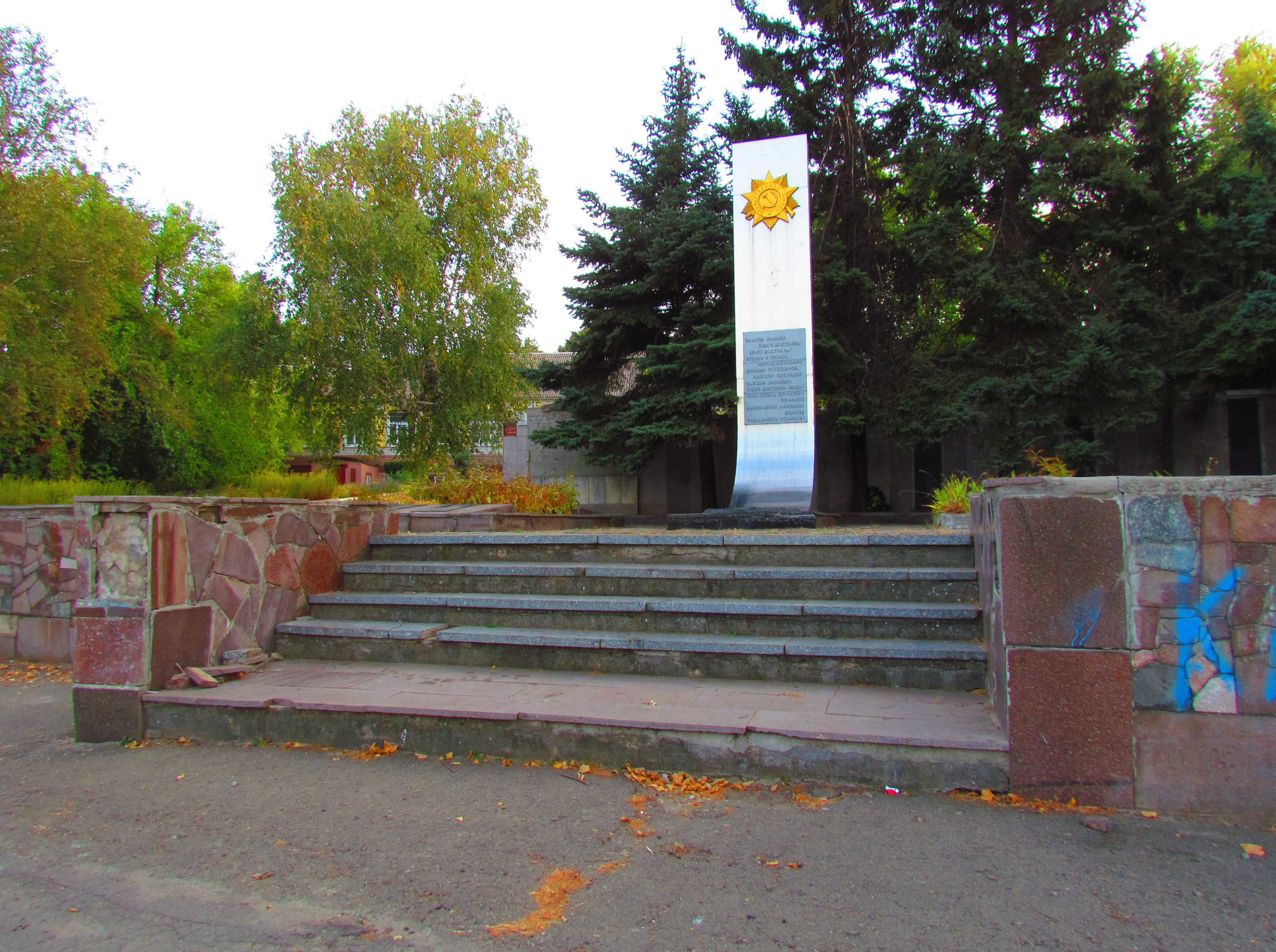
Kriegerdenkmal im Ort

Das Dorf liegt im Rajon Dnipro (Dnipropetrowsk) etwa 4 km nördlich vom zum Saporischja-Stausee angestauten Dnepr, 16 km südöstlich vom ehemaligen Rajonzentrum Solone und etwa 50 km südlich des Oblastzentrums Dnipro. Das Gemeindegebiet, durch das die Fernstraße N 08 verläuft, grenzt im Süden an die Oblast Saporischschja.
Am 12. Juni 2020 wurde das Dorf ein Teil der Siedlungsgemeinde Solone, bis dahin bildete es zusammen mit den Dörfern Kamjano-Subyliwka (Кам'яно-Зубилівка), Ljubymiwka (Любимівка), Ljubow (Любов), Pankowe (Панькове), Persche Trawnja (Перше Травня) und Schyrokopole (Широкополе) die gleichnamige Landratsgemeinde Baschmatschka (Башмачанська сільська рада/Baschmatschanska silska rada) im Osten des Rajons Solone.
Am 17. Juli 2020 kam es im Zuge einer großen Rajonsreform zum Anschluss des Rajonsgebietes an den Rajon Dnipro.